# الضريح الملكي الموريطني
الضريح الملكي الموريتاني هو ضريحٌ ملكي نوميدي يقع في غرب الجزائر العاصمة بالجزائر بنحو 70 كم مصنف معلم وطني وتراث عالمي من طرف منظمة اليونيسكو.

## تعريف

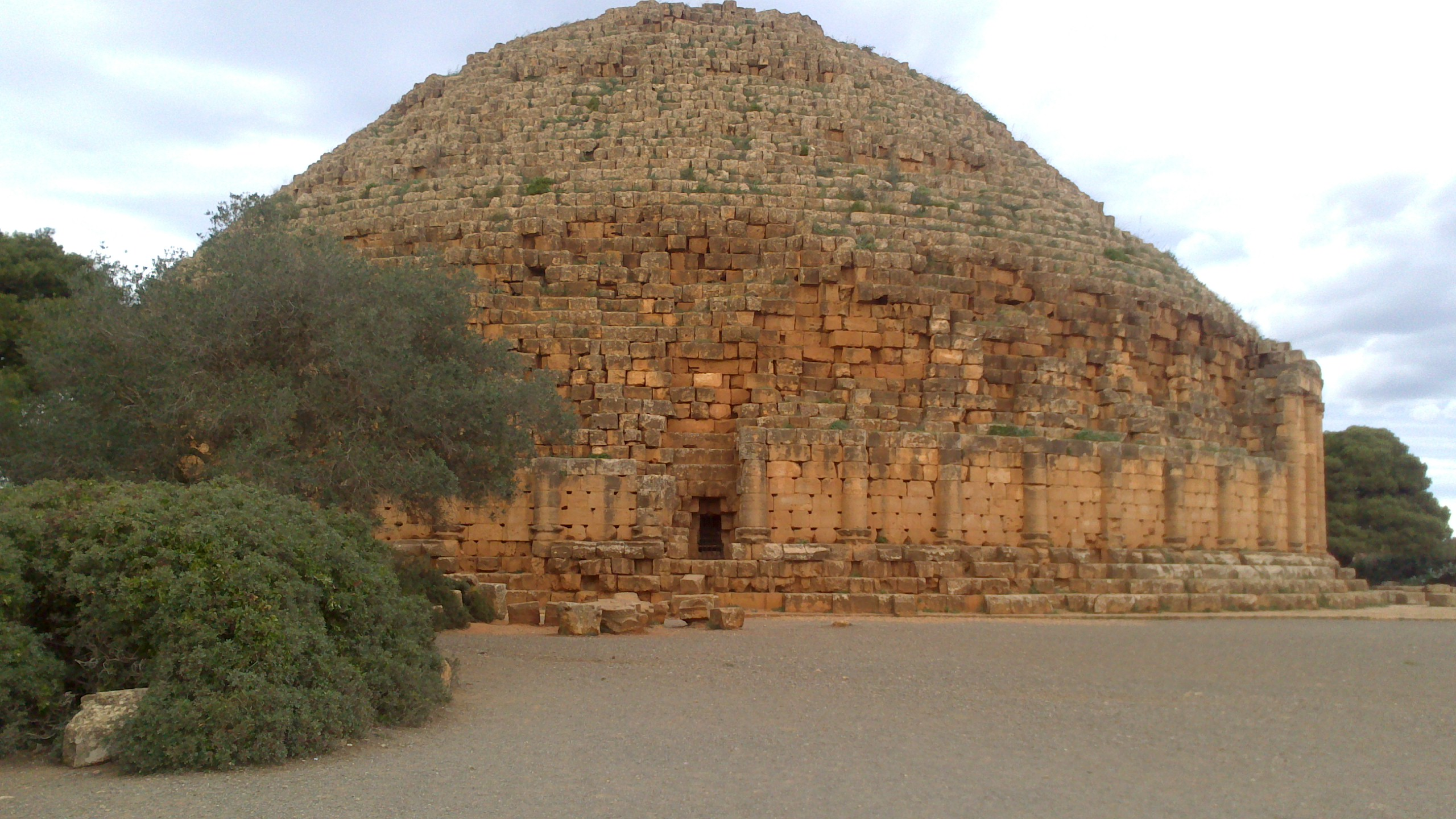

الضريح الملكي الموريتاني أو كما يدعوه السكان المحليون قبر الرومية هي منطقة أثرية تقع بسيدي راشد ولاية تيبازة

## الموقع
يقع القبر على رأس ربوة بالساحل الغربي للجزائر العاصمة، يعلو سطح البحر بمقدار 261م ويظهر للناظر من سهل متيجة (جنوب العاصمة الجزائرية) ومن مرتفعات حي بوزريعة بأعالي الجزائر العاصمة ويراه الصيادون والملاحون من البحر ويهتدون به في تنقلاتهم البحرية.

## وصف
هو مبنى دائري الشكل على الطريق المؤدي من الجزائر العاصمة إلى شرشال.
يبلغ محيطه 185.5م وقطره 60.9 م وعلوه 32.4م يبرز في الخارج 60 عمود من النمط الأيوني و 4 أبواب خفية يمكننا الدخول إلى الضريح عبر باب سفلية وضيقة توجد تحت الباب الخفية للناحية الشرقية. في الداخل بعد المرور على قبر ودهليز نصل إلى رواق دائري الشكل به قبران آخران، الثاني مزين بثلاث تجاويف غربا شمالا وجنوبا.
إذا بلغ زائر الربوة المكان، تراءى له القبر الضخم على شكل أسطواني ذي صفائح يعلوه مخروط مدرج، ويتزين في دائرته بـ60 عمودا مرضوما مميزا بتيجان إيوانية يحمل كل واحد منها إفريزا. ويتربع هذا الشكل الهندسي على قاعدة مربعة ضلعها 63.40م. ويوجد أمام باب القبر، آثار بناية يبلغ طولها 16م وعرضها 6 أمتار، كانت في الزمن الغابر معبدا. ويتكون القبر من 4 صفائح حجرية، عبارة عن أبواب وهمية علو الواحد منها 6.90م يحيط بها إطار من نقوش بارزة يتراءى منها رسم شبيه بالصليب، مما جعل بعض الباحثين في الآثار يعتقدون أنه مبنى مسيحي، ومنه جاء اسم «قبر الرومية» المأخوذ من مفردة «الرومي» العربية أي البيزنطي أو الروماني. لكن كثيرا من علماء الآثار يؤكدون أن المبنى لا صلة له بالمسيحية. ويخيل لمن يشاهد القبر من بعيد، أنه خلية نحل عظيمة أو كومة تبن ضخمة، ومن يدنو منه يشعر بعظمة هيكله. ومن ميزات هذا المعلم الهندسي الجميل، أن لونه يتغير حسب الفصول وحسب ساعات النهار، فهو تارة يميل إلى الاصفرار وتارة يأخذ لونا رماديا أو تعلوه زرقة عندما يحيط به الضباب.

## القبر من الداخل
عند اجتياز باب القبر، ينفذ الزائر إلى رواق يضطر من يمشي فيه إلى الانحناء، وفي حائطه الأيمن يمكن مشاهدة نقوش تمثل صورة أسد ولبؤة وقد نسب الرواق إلى النقوش فسمي «بهو الأسود». وباجتياز الرواق يجد الزائر نفسه في رواق ثان طوله 141 مترا وعلوه 2.40 متر شكله ملتو، ويقود مباشرة إلى قلب المبنى الذي تبلغ مساحته 80 مترا مربعا. وخلافا لما قيل في الماضي فإن الباحثين لم يعثروا على أثر لأي كنز فيه.

## تاريخ بنائه
هناك عدة روايات حول تاريخ بنائه
بعض المؤلفات الرومانية القديمة تقول انه يعود إلى 40 سنة بعد الميلاد أي إلى عهد استيلاء الرومان على موريتانيا القيصرية، وهي كلمة كانت تطلق على المغرب الأوسط في العصر القديم.
ويميل المختصون في الآثار الرومانية إلى القول بان الملك يوبا الثاني الجزائري أبن عنابة وزوجته كليوباترا سيليني الثانية ابنة كليوباترا ملكة مصر الفرعونية، هما من أشرفا على بناء القبر، ويستندون في ذلك إلى كون «يوبا الثاني» ملكا مثقفا يتذوق فن العمارة، وقد جلب إلى عاصمته «شرشال» (100 كلم غرب العاصمة الجزائرية) تحفا فنية اشتراها من بلاد اليونان.
ويقدم المؤرخ الشهير رومانيلي رواية أخرى، حيث يقول ان القبر بني في القرن الخامس أو القرن السادس للميلاد، ويعتقد أن من بناه استلهم شكله الهندسي من القبر المستدير الذي بناه الإمبراطور هدريان في روما.
ويرى كثير من الباحثين أن «قبر الرومية» وجد قبل الاحتلال الروماني، مما يدلل في نظرهم على تطور المجتمع «النوميدي» اقتصاديا، وقدرته على إبداع فن أصيل بفضل اتصاله بحضارات شمال أفريقيا والمتوسط الأخرى.

## وصلات خارجية
الضريح الملكي الموريتاني..معلم أثري يتقاطع فيه الحب والتاريخ والذاكرة